# Seznam filmarskih vsebin
To je seznam vsebin, povezanih s snemanjem in predvajanjem filmov. Članki o posameznih filmih ne sodijo sem, pač pa na seznam filmov.

## A
AGRFT -
Akademija za gledališče, radio, film in televizijo v Ljubljani -
akcija -
akter -

## D
Disney -
drama -

## E
Edison, Thomas Alva -

## F
film -

## I
igralec -

## K
kinoteka -
klapa -
komedija -

## O
oskar -

## R
režija -
režiser -

## S
Slovenska kinoteka -